# Lakeland Ice Warriors
Die Lakeland Ice Warriors waren ein US-amerikanisches Eishockeyfranchise der Sunshine Hockey League aus Lakeland, Florida. 

## Geschichte
Das Franchise nahm zur Saison 1992/93 unter dem Namen Lakeland Ice Warriors als eines von fünf Gründungsmitgliedern den Spielbetrieb in der Sunshine Hockey League auf. In dieser kamen die Ice Warriors nie über die erste Playoff-Runde hinaus. Zur Saison 1995/96 änderten die Ice Warriors ihren Namen in Lakeland Prowlers und auch die Liga änderte ihren Namen in Southern Hockey League. Nach der Spielzeit, in der Lakeland zum dritten Mal in vier Jahren in der ersten Playoff-Runde ausschied und erstmals nach der regulären Saison den ersten Tabellenplatz belegte, wurde die Southern Hockey League aufgelöst und auch die Mannschaft aus Lakeland stellte den Spielbetrieb ein.   
Erst in der Saison 2003/04 spielte mit den Lakeland Loggerheads aus der World Hockey Association 2 wieder ein professionelles Eishockeyteam in Lakeland.

## Saisonstatistik
Abkürzungen: GP = Spiele, W = Siege, L = Niederlagen, T = Unentschieden, OTL = Niederlagen nach Overtime SOL = Niederlagen nach Shootout, Pts = Punkte, GF = Erzielte Tore, GA = Gegentore, PIM = Strafminuten
| Saison  | GP | W  | L  | T | OTL | SOL | Pts | GF  | GA  | Platz    | Playoffs                       |
| 1992/93 | 52 | 18 | 30 | — | —   | 4   | 40  | 202 | 287 | 4., SuHL | Niederlage in der ersten Runde |
| 1993/94 | 54 | 23 | 28 | — | —   | 3   | 48  | 280 | 301 | 3., SuHL |                                |
| 1994/95 | 56 | 23 | 32 | — | —   | 1   | 47  | 240 | 299 | 4., SuHL | Niederlage in der ersten Runde |
| 1995/96 | 60 | 41 | 13 | — | —   | 6   | 88  | 342 | 229 | 1., SHL  | Niederlage in der ersten Runde |

## Team-Rekorde (Sunshine Hockey League)

### Karriererekorde
Spiele: 143  Derek Edgerly
Tore: 87  Derek Edgerly
Assists: 99  Robert Nicholls
Punkte: 180  Derek Edgerly
Strafminuten: 269  Francois Michaud